# Triệu Đình Sinh
Triệu Đình Sinh (sinh 1977), người Dao, là đại biểu Quốc hội Việt Nam khóa XII, thuộc đoàn đại biểu Quảng Ninh.